# Sperata aor
Sperata aor es una especie de peces de la familia Bagridae en el orden de los Siluriformes.

## Reproducción
Es ovíparo.

## Alimentación
Los adultos comen peces más pequeños y gusanos.

## Hábitat
Es un pez de agua dulce y de clima tropical.

## Distribución geográfica
Se encuentran en Asia: el Pakistán, la, Nepal, Bangladés  y Birmania.